# Easingwold
Easingwold är en stad och civil parish i North Yorkshire i England. Orten har 4 627 invånare (2011). Byn nämndes i Domedagsboken (Domesday Book) år 1086, och kallades då Eisicewalt/Eisincewald.